# Blac Chyna
Blac Chyna née Angela Renée White le 11 mai 1988 à Washington est un mannequin, personnalité mondaine et entrepreneur américaine. En 2014, elle lance sa propre marque de maquillage, Lashed by Blac Chyna, avec un salon de beauté à Encino.

## Biographie
En février 2013, Chyna s'est inscrite à la JLS Professional Make Up Artist School. En décembre 2013, elle a lancé sa boutique en ligne intitulée "88fin", qui contient de nouveaux vêtements et produits de sa ligne de vêtements du même nom. Le même mois également, Chyna a lancé sa propre marque de cils adhésifs appelée «Lashed by Blac Chyna».
En février 2014, Chyna a acheté un bar de beauté situé à Encino, proposant des cours de maquillage.

### Vie privée
Elle est mère d'un petit garçon, né le 16 octobre 2012 d'une relation avec le rappeur Tyga. 
Elle donne naissance à une fille née le 10 novembre 2016, qu'elle a eu avec Rob Kardashian.

## Affaire judiciaire
En 2019, elle gagne la première partie d'une affaire judiciaire qui l'oppose à Kris Jenner, Khloé, Kylie et Kim Kardashian, qu'elle accuse d'avoir conspiré pour faire annuler la saison 2 de sa série télévisée Rob & Chyna (en) en 2017.